# Визитна картичка
Визитната картичка, наричана разговорно визитка обикновено представлява парче картон с размери 9 x 5 см, на което е изписано име и информация за контакт. Няма установено правило как изглежда дадена визитка, какво да е изобразено и изписано на нея. Съществуват също визитни картички от дърво, плат или в съвсем друга форма, които да изпълняват същата цел.

## Употреба
Повечето фирми и хора ги използват при запознанства или нови бизнес срещи, като тогава те дават визитните си картички, за да си оставят данните за контакт на другия, както и евентуално да направят впечатление с тях.